# برونو زانونی
برونو زانونی (ایتالیایی: Bruno Zanoni؛ زادهٔ ۲۹ ژوئیهٔ ۱۹۵۲) دوچرخه‌سوار اهل ایتالیا است.